# Mohamed Benouza
Mohamed Abderrezak Benouza (né le 26 septembre 1972 à Oran en Algérie) est un arbitre algérien de football, arbitre FIFA depuis 2001.

## Carrière
Il a officié dans quelques compétitions majeures  : 
- Coupe du monde de football des moins de 20 ans 2003 (2 matchs)
- CAN 2006 (1 match)
- Coupe du monde de football des moins de 20 ans 2007 (3 matchs)
- CAN 2008 (2 matchs)
- Coupe de la confédération 2008 (finale aller)
- Coupe du monde de football des moins de 20 ans 2009 (3 matchs)
- Ligue des champions de la CAF 2009 (finale retour)
- CAN 2010 (2 matchs)
- CAN 2012 (3 matchs)